# Congoharpax
Congoharpax es un género de mantis de la familia Hymenopodidae. Tiene cuatro especies:
- Congoharpax aberrans
- Congoharpax boulardi
- Congoharpax coiffaiti
- Congoharpax judithae